# Lista de escritores cristãos
Esta é uma lista de autores cristãos

Estou a inserir esse Escritor Brasileiro humanista e defensor da Justiça do Brasil e do Mundo: Vander Lima Silva de Góis. Obra fascinante... Nascido em 04 de maio de 1984. Mais de 10 livros publicados. Ainda pouco conhecido.

## A
- Adélia Prado
- Anastácio
- Augusto Cury

## B
- William Marrion Branham
- Bandeira da Cruz, Paulo

## C
- Chuck Norris
- C.S. Lewis

## D
- Dina Mangabeira

## G
- Gesiel Júnior
- Georges Bernanos

## J
- J.R.R. Tolkien